# Lobelia dissecta
Lobelia dissecta är en klockväxtart som beskrevs av M.B.Moss. Lobelia dissecta ingår i släktet lobelior, och familjen klockväxter. Inga underarter finns listade i Catalogue of Life.